# Limonium roridum
Limonium roridum är en triftväxtart som först beskrevs av James Edward Smith, och fick sitt nu gällande namn av Salvatore Brullo och Guarino. Limonium roridum ingår i släktet rispar, och familjen triftväxter. Inga underarter finns listade i Catalogue of Life.